# Dmitri Șostakovici
Dmitri Dmitrievici Șostakovici (în rusă Дмитрий Дмитриевич Шостакович; n. 12/25 septembrie 1906, Sankt Petersburg, Imperiul Rus – d. 9 august 1975, Moscova, RSFS Rusă, URSS) a fost un compozitor, pianist și profesor rus, considerat unul dintre cei mai importanți compozitori ai secolului al XX-lea.
Șostakovici a devenit celebru în Uniunea Sovietică, unde s-a aflat inițial sub protecția mareșalului sovietelor Mihail Tuhacevski, dar mai târziu a avut o relație dificilă și complexă cu guvernul. Totuși a primit numeroase distincții și premii de stat și a servit în Sovietul Suprem al Rusiei (1947-1962) și al Uniunii Sovietice (din 1962 până la moartea sa). În 1960 a devenit membru al Partidului Comunist al Uniunii Sovietice.
După ce o perioadă a fost influențat de Serghei Prokofiev și Igor Stravinski, Șostakovici și-a dezvoltat un stil hibrid, care poate fi observat în Lady Macbeth din Districtul Mtsensk (1934). Această lucrare prezintă o varietate de stiluri, inclusiv stilul neoclasic al lui Stravinski și postromantismul lui Gustav Mahler. Contrastele ascuțite și elemente ale grotescului caracterizează mare parte din muzica sa.
Șostakovici a compus lucrări în numeroase genuri. Cele mai importante lucrări ale sale sunt cele 15 simfonii, 15 cvartete de coarde, 6 concerte, lucrări de cameră și lucrări pentru pian solo. În afară de lucrările clasice, Șostakovici a compus și muzica pentru numeroase filme sovietice.

## Biografie

### Tinerețea

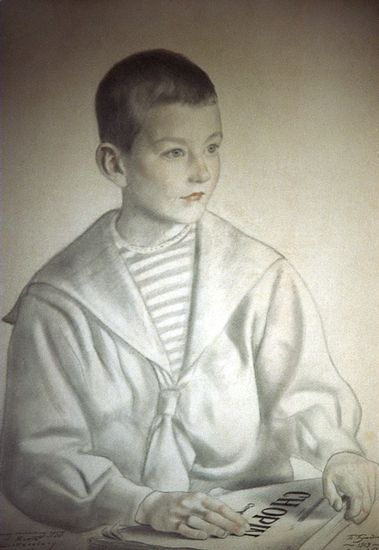
Dmitri Șostakovici la vârsta de 13 ani (desen de Boris Kustodiev)

Șostakovici s-a născut în Sankt Petersburg (Rusia), ca al doilea din cei trei copii ai lui Dmitri Șostakovici și a Sofiya Vasilievna Kokoulina. Bunicul patern al lui Șostakovici, având inițial numele de familie Szostakowicz, se trăgea din polonezi romano-catolici de loc din Wilejka, azi în Belarus, dar strămoșii săi direcți erau din Siberia. Un revoluționar polonez al Insurecției poloneze din 1863-1864, Bolesław Szostakowicz a fost exilat în Narym (în apropiere de Tomsk) în 1866 în represiunea ce a urmat tentativei lui Dmitri Karakozov de a-l asasina pe țarul Alexandru al II-lea. Când termenul său de exil a expirat Szostakowicz a decis să rămână în Siberia. A ajuns un bancher de succes în Irkutsk și a avut o familie numeroasă. Fiul său, Dmitri Boleslavovici Shostakovici, s-a născut în exil la Narym în 1875 și a studiat la Universitatea din Sankt Petersburg, absolvind Facultatea de Fizică și Matematică în 1899. După absolvire Dmitri a lucrat ca inginerul lui Dmitri Mendeleev. În 1903 s-a căsătorit cu Sofiya Vasilievna Kokoulina.
Dmitri Dmitrievici Șostakovici a fost un copil-minune ca pianist și compozitor, talentul său devenind evident după ce a început să ia lecții de pian de la mama sa la vârsta de nouă ani. În câteva ocazii a demonstrat o abilitate remarcabilă de a ține minte tot ceea ce mama sa a interpretat la lecția precedentă și interpreta altă muzică decât cea aflată pe partitura din fața sa. În 1918 a compus un marș funebru în memoria a doi lideri ai Partidului Constituțional Democratic, uciși de marinari bolșevici.
În 1919, la vârsta de doar 13 ani, a fost admis la Conservatorul din Petrograd, la acea vreme condus de Alexandr Glazunov. Glazunov a urmărit cu atenție progresul lui Șostakovici și l-a promovat. Șostakovici a studiat pianul cu Leonid Nikolaiev, compoziție cu Maximilian Steinberg și contrapunct și fugă cu Nikolai Sokolov, cu care a devenit prieten. Șostakovici a participat și la cursurile de istoria muzicii ale lui Alexandr Ossovski. Steinberg a încercat să îl ghideze pe Șostakovici pe drumul marilor compozitori ruși dar a fost dezamăgit de el când își irosea talentul și îi imita pe Serghei Prokofiev și Igor Stravinski. A suferit și de lipsă de zel politic când a picat examenul de metodologie marxistă în 1926. Primul său succes muzical a fost Simfonia nr. 1, Op. 10, care a fost compusă la vârsta de 19 ani ca lucrare de absolvire.

### Începutul carierei

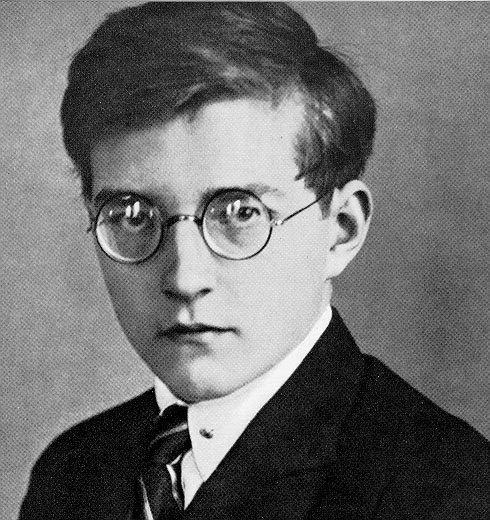
Dmitri Șostakovici în 1925

După absolvire Șostakovici a început o carieră de compozitor și interpret dar stilul său de interpretare era adesea neapreciat. Totuși a obținut o „mențiune onorabilă” la prima Competiție Internațională de Pian Chopin organizată la Varșovia. După competiție Șostakovici l-a întâlnit pe dirijorul Bruno Walter care a fost atât de impresionat de prima simfonie încât a decis să interpreteze premiera berlineză în acel an. Leopold Stokovski a fost și el foarte impresionat de lucrare și a dirijat premiera americană la Philadelphia în anul următor și a realizat prima înregistrare a simfoniei.
După aceea Șostakovici s-a ocupat predominant de compoziție și a început să interpreteze doar propriile lucrări. În 1927 a compus a doua simfonie (intitulată Octombrie), o lucrare patriotică cu un final coral pro-sovietic. Datorită naturii experimentale a lucrării, ca și în cazul Simfoniei nr. 3, lucrarea nu a avut parte de același entuziasm critic de care s-a bucurat prima simfonie.
În 1927 a început și relația lui Șostakovici cu Ivan Sollertinski, care îi va fi cel mai apropiat prieten al său până la moartea acestuia în 1944. Sollertinski i-a prezentat lui Șostakovici muzica lui Gustav Mahler, care a avut o puternică influență asupra sa începând cu Simfonia nr. 4.
În timp ce lucra la Simfonia nr. 2 Șostakovici a început să lucreze și la opera satirică Nasul, bazată pe o poveste de Nikolai Gogol. În iunie 1929 a avut parte de premiera concertistică împotriva dorințelor lui Șostakovici și a fost puternic atacată de Asociația Rusă a Muzicienilor Proletari. Premiera scenică a avut loc pe 18 ianuarie 1930 dar a avut parte de recenzii negative.
În 1929 Șostakovici a compus prima sa muzică de film, pentru filmul mut Noul Babilon.
De la sfârșitul anilor 1920 până la începutul anilor 1930 Șostakovici a lucrat la TRAM, un teatru pentru tineretul proletar. Deși a lucrat puțin, acest post l-a apărat de atacurile ideologice. Mare parte din această perioadă a fost petrecută lucrând la opera Lady Macbeth din Districtul Mtsensk, care a avut parte de premieră în 1934. A avut parte de un succes instant atât pe plan popular cât și pe plan oficial. A fost descrisă ca fiind „rezultatul succesului general al construcției Socialiste și al politicii corecte a Partidului” și ca o operă care „ar fi putut fi compusă doar de un compozitor sovietic crescut în cea mai bună tradiție a culturii sovietice”.
Șostakovici s-a căsătorit cu prima sa soție, Nina Varzar, în 1932. Dificultățile inițiale au dus la un divorț dar cei doi s-au recăsătorit când Nina a devenit însărcinată cu primul lor copil.

### Prima denunțare
În 1936 Șostakovici a pierdut sprijinul oficial. Anul a început cu numeroase atacuri asupra sa în revista Pravda, în special în articolul intitulat „Talmeș-Balmeș în loc de muzică”. Șostakovici se afla într-un turneu în Arkhangelsk când a primit vestea articolului din Pravda. Cu două zile înainte de publicarea articolului, în seara de 28 ianuarie , un prieten l-a sfătuit pe Șostakovici să asiste la producția de la Teatrul Bolșoi a operei. Când a sosit a observat că Iosif Stalin și biroul său politic se aflau acolo. În scrisorile adresate lui Ivan Sollertinski, Șostakovici a declarat spaima pe care o simțea când vedea că Stalin se sperie de fiecare dată când alămurile și percuția interpretau prea tare. La fel de înfricoșător era modul în care Stalin și însoțitorii săi râdeau la scena de dragoste dintre Serghei și Katerina. Martorii au declarat că Șostakovici era „alb ca hârtia” când a mers pe scenă la sfârșitul actului trei pentru a face plecăciunea.

Articolul, care condamna opera ca fiind „aspră, vulgară și primitivă”, se crede că a fost scris de însuși Stalin. Prin urmare, numărul comenzilor a scăzut iar veniturile sale au scăzut cu aproape trei sferturi. Chiar și criticii de muzică sovietici care inițial au lăudat opera au fost nevoiți să își schimbe opinia. La puțin timp după publicarea articolului „Talmeș-Balmeș”, Pravda a publicat un nou articol, „Balet mincinos”, care critica baletul Pârâul limpede. Șostakovici nu se aștepta la acest al doilea articol deoarece publicul general și presa deja a acceptat această muzică ca fiind „democratică” - adică melodioasă și accesibilă. Totuși, Pravda a condamnat baletul pentru înfățișarea greșită a vieții țăranilor dintr-o fermă colectivizată.
Mai mult, în 1936 a început Marea Teroare în care mulți prieteni și membri ai familiei lui Șostakovici au fost uciși sau întemnițați. Printre aceștia s-au numărat Mareșalul Tuhacevski (împușcat la câteva luni după arestare), cumnatul său Vsevolod Frederiks (un medic celebru care a fost eliberat dar a murit înainte de a ajunge acasă), prietenul său Nikolai Jileaev (un muzicolog împușcat la puțin timp după arestarea sa), soacra sa Sofia Mihailovna Varzar (astronom, trimisă într-un lagăr din Karaganda), prietena sa, scriitoarea marxistă Galina Serebryakova (20 de ani în lagăr) și colegii săi Boris Kornilov și Adrian Piotrovski (executați). Singura consolare a lui Șostakovici din această perioadă a fost nașterea fiicei sale Galina în 1936. Fiul său, Maxim, s-a născut doi ani mai târziu.

### Retragerea Simfoniei nr. 4
Publicarea articolelor din Pravda au coincis cu compunerea Simfoniei nr. 4. Lucrarea a marcat o schimbare stilistică pentru Șostakovici deoarece a asimilat stilul lui Gustav Mahler și al altor compozitori europeni. Simfonia a fost o problemă compozițională pentru Șostakovici deoarece încerca să își schimbe stilul. Compunerea simfoniei era într-un stadiu foarte avansat când au apărut articolele fatale din Pravda. În ciuda acestui fapt Șostakovici a continuat să lucreze la simfonie și chiar a planificat o premieră la sfârșitul anului 1936. Repetițiile au început în decembrie dar după câteva sesiuni Șostakovici, din motive aflate încă în dezbatere, a retras simfonia de la interpretare publică. Un număr de prieteni și colegi, cum ar fi Isaak Glikman, au sugerat că a fost un act de retragere voluntară ca urmare a interzicerii. Oricare ar fi motivul, este posibil că această decizie i-a salvat viața: în această perioadă Șostakovici era îngrijorat pentru familia sa și pentru el însuși. Totuși, Șostakovici nu a abandonat lucrarea și a numerotat-o 4. Lucrarea a fost adaptată într-o variantă scurtată pentru pian în 1946 și a avut premiera abia în 1961, la mulți ani după moartea lui Stalin.

### „Răspunsul creativ al unui artist la critica justă”
Răspunsul compozitorului la această denunțare a fost Simfonia nr. 5, Op. 47, din 1937, care era mult mai conservatoare decât celelalte lucrări ale sale. A avut premiera pe 21 noiembrie 1937 în Leningrad și a avut un succes fenomenal: mulți dintre cei care au asistat la concert și-au pierdut prieteni sau membri ai familiei în urma execuțiilor în masă; prin urmare, simfonia i-a făcut pe mulți să plângă. Mai târziu Șostakovici a scris în memoriile sale: „Nu voi crede niciodată că cineva care nu a simțit nimic va înțelege Simfonia nr. 5. Bineînțeles că au înțeles, au înțeles ce se întâmplă în jurul lor și au înțeles despre ce e vorba în Simfonia nr. 5.” La finalul lucrării, aplauzele au durat o jumătate de oră.
Succesul l-a pus pe Șostakovici din nou într-o lumină bună. Atât criticii cât și autoritățile, inclusiv cei care l-au acuzat pe Șostakovici de formalism, au declarat că a învățat din greșelile sale și că a devenit un adevărat artist sovietic. Compozitorul Dmitri Kabalevski, care s-a detașat de Șostakovici când au apărut articolele din Pravda, a lăudat Simfonia nr. 5 și l-a felicitat pe Șostakovici „că nu a mai fost ispitit de tentațiile 'eronate' de dinainte”.
Tot în această perioadă Șostakovici a început să compună primul cvartet de coarde. Lucrările sale de cameră i-au permis să experimenteze și să exprime idei care ar fi fost inacceptabile pentru lucrări simfonice. În septembrie 1937 a început să predea compoziție la Conservatorul din Leningrad, post care i-a oferit o anumită securitate financiară dar i-a răpit din timpul creativ.

### Al Doilea Război Mondial
În 1939, înainte ca trupele sovietice să invadeze Finlanda, Secretarul de Partid din Leningrad, Andrei Jdanov, i-a comandat lui Șostakovici o piesă de sărbătoare intitulată Suită pe teme finlandeze care să fie interpretată când trupele sovietice mărșăluiesc victorios pe străzile din Helsinki. Războiul de Iarnă a fost o umilință pentru Armata Roșie iar Șostakovici nu va recunoaște niciodată ca este autorul lucrării. A avut parte de premieră abia în 2001.
După izbucnirea războiului dintre Germania și Uniunea Sovietică în 1941 Șostakovici, care a rămas în Leningrad, a încercat să se înroleze în Armată dar a fost respins din cauza problemelor de vedere. Pentru a compensa, Șostakovici a devenit voluntar în brigada de pompieri a Conservatorului din Leningrad. Fotografia în care el este pompier a fost publicată în ziarele din toată țara.
Dar poate cea mai mare contribuție a sa din timpul războiului a fost Simfonia nr. 7. A compus primele trei părți când încă se afla în Leningrad și a finalizat lucrarea când se afla în Kuibîșev (astăzi Samara) unde el și familia sa au fost evacuați. Indiferent dacă Șostakovici a compus sau nu simfonia cu Asediul Leningradului în minte, s-a declarat oficial că este o reprezentare a rezistenței curajoase a oamenilor din Leningrad împotriva invadatorilor germani și că este o piesă autentică de artă patriotică apărută în perioada în care moralul avea nevoie de îmbunătățire. Simfonia a avut parte de premieră în Kuibîșev în interpretarea orchestrei Teatrului Bolșoi și în curând a fost interpretată și în străinătate la Londra și în Statele Unite. Totuși, cea mai importantă interpretare a fost premiera de la Leningrad din timpul asediului. Orchestra Radio mai avea doar 14 de muzicieni iar dirijorul Karl Eliasberg a fost nevoit să recruteze pe oricine care putea interpreta la un instrument pentru a interpreta simfonia.
În 1943 Șostakovici și familia sa s-au mutat în Moscova. În vremea când a fost compusă Simfonia nr. 8, balanța războiului s-a înclinat spre Armata Roșie. Prin urmare, publicul și, cel mai important, autoritățile, aveau nevoie de o altă lucrare triumfătoare din partea compozitorului. În schimb au primit Simfonia nr. 8, poate cea mai sobră și violentă din punct de vedere expresiv lucrare din opera lui Șostakovici. Pentru a păstra imaginea lui Șostakovici (o punte vitală între oamenii din Uniune și Occident), guvernul a conferit lucrării titlul de Stalingrad, oferindu-i aspectul de lucrare de jelire a victimelor din timpul Bătăliei de la Stalingrad. Totuși, simfonia nu a fost scutită de critică. Se crede că Șostakovici a spus: „Când a fost interpretată Simfonia nr. 8, a fost declarată deschis ca fiind contra-revoluționară și anti-sovietică. Au spus 'De ce Șostakovici a compus o simfonie optimistă la începutul războiului și una tragică acum? La început ne retrăgeam iar acum atacăm și îi distrugem pe Fasciști. Iar Șostakovici se comportă tragic, asta înseamnă că este de partea fasciștilor.” Lucrarea a fost efectiv, deși neoficial, interzisă până în 1956.
În contrast, Simfonia nr. 9 (1945) este o parodie ironică în stilul lui Haydn care intenționat nu a satisfăcut cerința lui Stalin pentru un „imn al victoriei”. Războiul a fost câștigat iar simfonia „frumușică” a lui Șostakovici a fost interpretată mai mult o batjocură la victoria Uniunii Sovietice decât ca o piesă de sărbătoare.

### A doua denunțare
În 1948 Șostakovici, împreună cu mulți alți compozitori, a fost din nou acuzat de formalism prin Decretul Jdanov. Jdanov, Președinte Sovietului Suprem al Rusiei, l-a acuzat pe Șostakovici și pe alți compozitori (în special Serghei Prokofiev și Aram Haciaturian) că scrie muzică formalistă și nepotrivită. Acest decret făcea parte dintr-o campanie anti-formalism pentru a înlătura orice influență Occidentală în muzică. Compozitorii acuzați, inclusiv Șostakovici, au fost chemați să își ceară public iertare în fața comitetului. Majoritatea lucrărilor lui Șostakovici au fost interzise iar privilegiile familiei sale au fost retrase.
Consecințele Decretului au fost foarte aspre pentru compozitori. Șostakovici a fost printre cei care au fost concediați de la Conservator. Pentru Șostakovici poate cea mai mare consecință a fost pierderea banilor. Cei care încă se aflau la Conservator au început să fie urmăriți cu suspiciune. Nimeni nu dorea ca lucrările lor să fie interpretate drept formaliste iar mulți au ajuns să își acuze colegii că scriu sau interpretează muzică anti-proletară.
În anii următori a compus muzică în trei genuri: muzică de film pentru a-și plăti chiria, lucrări oficiale pentru a-și asigura reabilitarea oficială și lucrări serioase. Din ultima categorie fac parte Concertul pentru vioară nr. 1 și ciclul de cântece Din poezia folclorică evreiască. Ciclul a fost compus când campania antisemită postbelică a început deja.
Restricțiile asupra muzicii lui Șostakovici au fost eliminate în 1949 când Stalin a decis că sovieticii erau nevoiți să trimită reprezentanți artistici la Congresul Cultural și Științific pentru Pace Mondială de la New York City iar Șostakovici ar trebui să fie unul din ei. Pentru Șostakovici a fost o experiență umilitoare care a culminat cu o conferință de presă la New York în care trebuia să citească un discurs pregătit. Nicolas Nabokov, care era prezent în public, a observat că Șostakovici a început să citească cu o voce „emoționată și tremurândă” înainte să se oprească iar „discursul a fost continuat de altcineva”. Conștient că Șostakovici nu putea vorbi liber, Nabokov l-a întrebat public pe compozitor dacă a suferit și el denunțarea recentă a muzicii lui Stravinski în Uniunea Sovietică. Șostakovici, care era un mare admirator al muzicii lui Stravinski și a fost influențat de muzica sa, nu avea de ales decât să răspundă afirmativ. Nabokov nu a ezitat să publice că aceasta a demonstrat că Șostakovici „nu este un om liber, ci o unealtă obedientă a guvernului său”. Șostakovici nu l-a iertat niciodată pe Nabokov pentru această umilință publică. În același an Șostakovici a fost obligat să compună cantata Cântarea pădurilor, care îl omagia pe Stalin drept „marele grădinar”. În 1951 compozitorul a fost numit deputat în Sovietul Suprem al Rusiei Sovietice.
Moartea lui Stalin în 1953 a reprezentat cel mai mare pas spre reabilitarea lui Șostakovici ca artist creativ, ceea ce a fost marcat prin Simfonia nr. 10. Această lucrare conține un număr de citări muzicale și coduri (inclusiv motivele DSCH și Elmira, Elmira Nazirova fiind o pianistă și compozitoare care a studiat cu Șostakovici în anul dinaintea eliminării lui de la Conservatorul din Moscova) a căror semnificație este încă dezbătută. Împreună cu Simfoniile nr. 5 și 7, Simfonia nr. 10 este printre cele mai populare lucrări ale sale.
În anii 1940 și 1950 Șostakovici a avut relații apropiate cu două eleve ale sale: Galina Ustvolskaia și Elmira Nazirova. În afară de aceasta era prima căsătorie cu Nina Varzar care a durat până la moartea ei în 1954. I-a predat lui Ustvolskaia din 1937 până în 1947. Natura relației lor nu este deloc clară: Mstislav Rostropovici a descris-o ca fiind una „tandră”. Ustvolskaia i-a refuzat o cerere de căsătorie după moartea Ninei. Fiica lui Șostakovici, Galina, își amintește că tatăl ei a consultat-o pe ea și pe fratele ei Maxim despre posibilitatea ca Ustvolskaia să devină mama lor vitregă. În cele din urmă Șostakovici s-a căsătorit în 1956 cu Margarita Kainova, o activistă din Comsomol dar relația a fost una tensionată iar cei doi au divorțat trei ani mai târziu.
În 1954 Șostakovici a compus Uvertura festivă, Op. 96, care a fost folosită ca temă muzicală la Jocurile Olimpice de vară din 1980.
În 1959 Șostakovici a apărut pe scenă în Moscova la sfârșitul unei interpretări a Simfoniei nr. 5 în care i-a felicitat pe Leonard Bernstein și Orchestra Filarmonică din New York (aceștia se aflau într-un turneu în Uniunea Sovietică). Mai târziu în acel an Bernstein și Orchestra din New York au înregistrat Simfonia nr. 5 pentru Columbia Records.

### Membru al Partidului

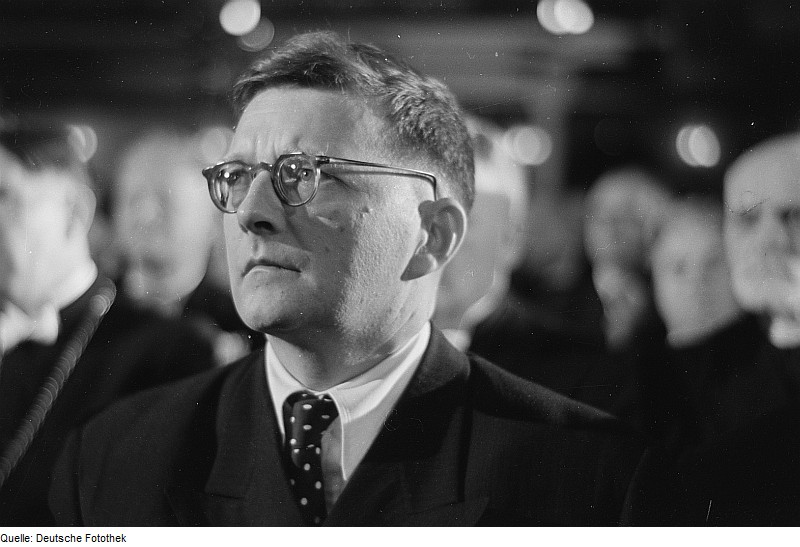
Șostakovici în 1950

Anul 1960 a marcat o altă cotitură în viața lui Șostakovici: în acel an a devenit membru al Partidului Comunist. Guvernul dorea să îl numească Secretar General al Uniunii Compozitorilor dar pentru acest lucru Șostakovici trebuia să fie membru de partid. Acest eveniment a fost interpretat în mod diferit, fiind văzut ca un act de lașitate, presiune politică sau ca act din proprie voință. Pe de altă parte, aparatul politic era mai puțin represiv decât a fost înainte de moartea lui Stalin. Fiul lui Șostakovici își amintește că acest act l-a făcut pe Șostakovici „să plângă” și mai târziu a spus soției sale Irina că a fost șantajat. Lev Lebedinski a spus că Șostakovici era în pragul sinuciderii. După ce a devenit membru al partidului au fost publicate în Pravda articole sub numele său care denunțau individualismul în muzică, deși în realitate Șostakovici nu a scris aceste articole. În plus, pe lângă intrarea sa în partid, Șostakovici a început să compună omagiul său către Lenin pe care l-a promis de atâta timp. Simfonia nr. 12, care prezintă Revoluția Bolșevică și care a fost finalizată în 1961, îi este dedicată lui Vladimir Lenin și este numită „Anul 1917”. În această perioadă starea de sănătate a lui Șostakovici a început să se deterioreze.

Răspunsul muzical al lui Șostakovici la aceste crize personale a fost Cvartetul de coarde nr. 8, compus în doar trei zile. A descris lucrarea ca fiind dedicată „victimelor fascismului și războiului”, aparent în memoria celor care au murit în timpul bombardării orașului Dresda din 1945. Totuși, la fel ca și Simfonia nr. 10, acest cvartet conține citări muzicale din câteva lucrări precedente ale sale. Șostakovici i-a spus prietenului său Isaak Glikman „Am început să mă gândesc că într-o zi voi muri și niciunul nu va compune o lucrare în memoria mea așa că am compus eu însumi una”. Câțiva dintre colegii lui Șostakovici, inclusiv Natalia Vovsi-Mikhoels și violoncelistul Valentin Berlinski, erau conștienți de caracterul biografic al lucrării.
În 1962 s-a căsătorit pentru a treia oară, de această dată cu Irina Supinskaia. Într-o scrisoare adresată lui Glikman, Șostakovici a scris „singurul ei defect este că are 27 de ani. În rest este splendidă: isteață, veselă, directă și foarte plăcută”. Conform lui Galina Ustvolskaia, care îi cunoștea bine pe soții Șostakovici, această căsnicie a fost una foarte fericită: „Cu ea Șostakovici a cunoscut pentru prima dată pacea domestică... Cu siguranță ea i-a prelungit viața cu câțiva ani”. În noiembrie a dirijat pentru prima dată, dirijând câteva dintre lucrările sale în Gorki; în rest a refuzat să dirijeze, motivând acest lucru prin starea sa de sănătate și emoțiile sale.
În acel an Șostakovici a abordat din nou subiectul antisemitismului în Simfonia nr. 13 (intitulată Babi Iar). Această simfonie transpune pe muzică câteva poezii ale lui Evgheni Evtușenko; prima dintre acestea comemorează un masacru al evreilor ucraineni în timpul celui de-al Doilea Război Mondial. Opiniile sunt divizate cu privire la dimensiunea acestui risc: poezia a fost publicată în media sovietică și nu a fost interzisă dar a rămas controversată. După premiera simfoniei Evtușenko a fost forțat să adauge o strofă la poezia sa prin care să spună că rușii și ucrainenii au murit cot la cot cu evreii la Babi Yar.
În 1965 Șostakovici a venit în apărarea poetului Iosif Brodski care a fost condamnat la cinci ani de exil și muncă grea. Șostakovici a fost co-semnatar al unei petiții împreună cu Evtușenko, Kornei Ciukovski, Anna Ahmatova, Samuil Marșak și filosoful francez Jean-Paul Sartre. După aceste proteste sentința a fost comutată iar Brodski în Leningrad. Șostakovici s-a alăturat și unui grup de 25 de intelectuali ruși care au semnat o scrisoare adresată lui Leonid Brejnev prin care cereau să nu fie reabilitată reputația lui Stalin.

### Ultimii ani

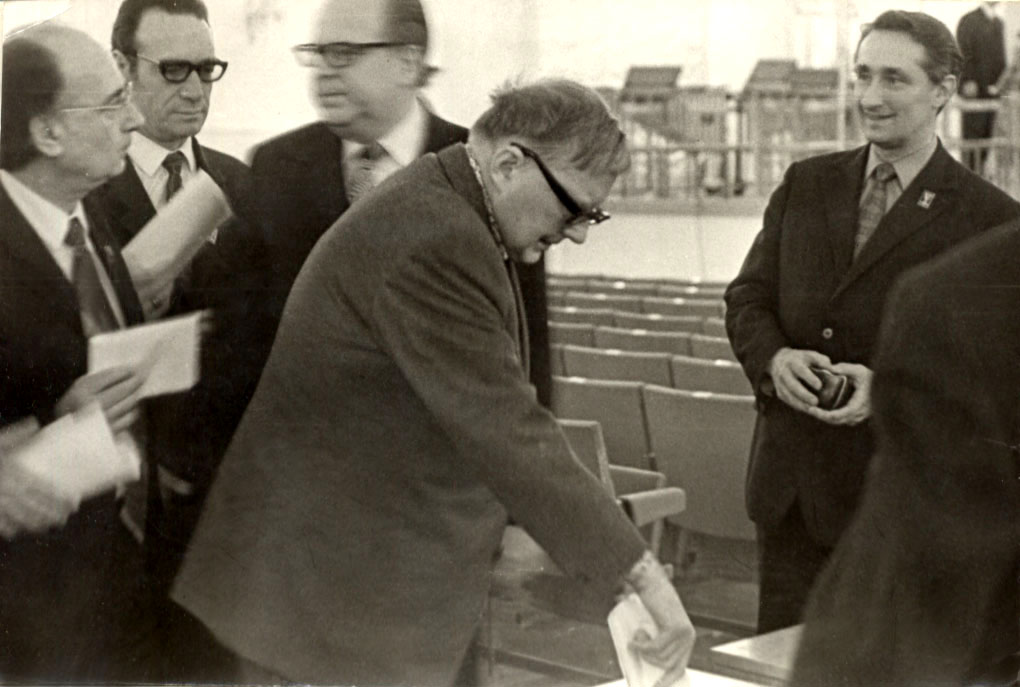
Șostakovici votând pentru alegerea Consiliului de Administrație al Muzicienilor Sovietici (1974)

Spre sfârșitul vieții sale Șostakovici a avut probleme cronice de sănătate dar nu a renunțat la fumat și consumul de vodcă. Începând cu 1958 a suferit o condiție tot mai debilitantă care i-a afectat mâna dreaptă, ceea ce l-a forțat să renunțe la activitatea sa de pianist iar în 1965 a fost diagnosticat cu poliomielită. În anul următor a suferit un atac de cord și încă unul în 1971 iar câteva căzături i-au afectat ambele picioare.
Preocuparea față de propria moarte este prezentă în ultimele sale lucrări, printre ele fiind ultimele cvartete de coarde și Simfonia nr. 14 (un ciclu de cântece inspirate după poezii care au ca temă moartea). Această lucrare îl găsește pe Șostakovici la extrema sa în privința limbajului muzical. Șostakovici a dedicat lucrarea prietenului său Benjamin Britten care a dirijat premiera europeană a lucrării la Festivalul de la Aldeburgh în 1970. Simfonia nr. 15 din 1971 are, prin contrast, o natură melodică și retrospectivă, citând pe Wagner, Rossini și propria sa Simfonie nr. 4.

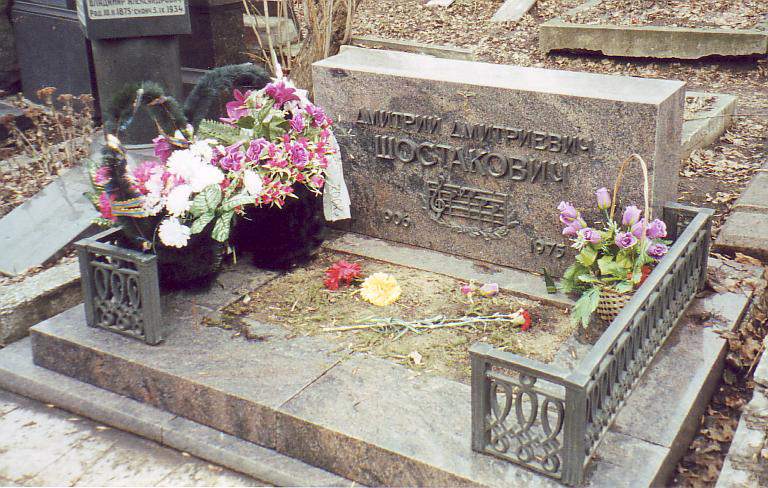
Mormântul lui Șostakovici din Cimitirul Novodevici

Șostakovici a decedat în urma unui cancer pulmonar pe 9 august 1975 la vârsta de 68 de ani și a fost înmormântat în Cimitirul Novodevici din Moscova. Chiar înainte de moartea sa a fost comemorat prin numirea Peninsulei Șostakovici din Insula Alexandru I, Antarctica. Ultima sa lucrare a fost Sonata pentru violă, care a avut premiera pe 28 decembrie 1975, la patru luni după moartea sa.
Influența muzicală a lui Șostakovici asupra compozitorilor ulteriori din afara Uniunii Sovietice era destul de nesemnificativă, deși Alfred Schnittke a preluat contrastele sale dintre dinamic și static iar muzica lui André Previn prezintă legătură clară cu stilul său de orchestrație. Influența sa poate fi observată și în lucrările unor compozitori nordici, cum ar fi Lars-Erik Larsson. Totuși, mulți dintre contemporanii său ruși și elevii săi de la Conservatorul din Leningrad au fost puternic influențați de muzica sa, inclusiv German Okunev, Boris Tișcenko (a cărui Simfonie nr. 5 din 1978 este dedicată lui Șostakovici), Serghei Slonimski și alții.

## Muzica

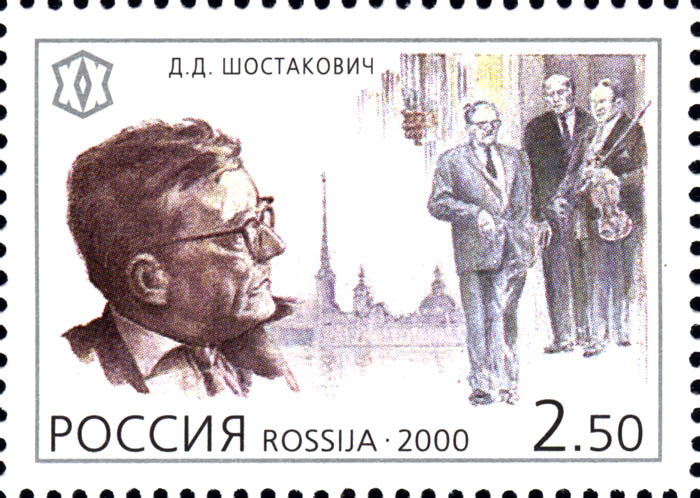
Șostakovici comemorat pe un timbru poștal rusesc din 2000

Opera lui Șostakovici este dominată de ciclul de simfonii și cvartete de coarde, câte 15 din fiecare. Simfoniile sunt distribuite destul de egal de-a lungul carierei sale, în vreme ce cvartetele de coarde au fost compuse în a doua parte a vieții sale. Printre cele mai cunoscute lucrări se numără Simfoniile nr. 5 și 7 și Cvartetele nr. 8 și 15. Alte lucrări includ operele Doamna Macbeth din Mțensk, Nasul și neterminata Jucătorii bazată pe o comedie scrisă de Nikolai Gogol; șase concerte (câte două pentru pian, vioară și violoncel), două triouri de pian și o cantitate mare de muzică de film.
Muzica lui Șostakovici prezintă influența multor compozitori pe care el îi admira: Bach în fugi și passacaglii, Beethoven în cvartetele sale târzii, Mahler în simfoniile sale și Berg prin utilizarea de coduri și citări. Dintre compozitorii ruși Șostakovici îl admira pe Modest Musorgski, ale cărui opere Boris Godunov și Hovanșcina le-a re-orchestrat. Influența lui Musorgski poate fi observată și în opera Doamna Macbeth și în Simfonia nr. 11, precum și în lucrările sale satirice precum Rayok. Influența lui Prokofiev este evidentă în primele sale lucrări pentru pian, cum ar fi prima sonată și primul concert. Influența muzicii folclorice și religioase ruse este evidentă în lucrările sale corale a capella din anii 1950.
Relația lui Șostakovici cu Stravinski era foarte ambivalentă; Șostakovici i-a scris lui Glikman: „Stravinski, compozitorul pe care îl venerez. Stravinski, gânditorul pe care îl disprețuiesc.” Era atras în special de Simfonia Psalmilor, prezentând o copie a aranjamentului său pentru pian a lucrării lui Stravinski când acesta a vizitat Uniunea Sovietică în 1962. Întâlnirea nu a decurs foarte bine, fiind observată timiditatea extremă a lui Șostakovici și „răutatea” lui Stravinski față de el".
Mulți comentatori au remarcat diferența dintre lucrările experimentale de dinainte de denunțarea din 1936 și lucrările mult mai conservatoare care au urmat. Compozitorul i-a spus Florei Litvinova: „fără 'ghidarea Partidului'... aș fi arătat mai multă strălucire, aș fi folosit mai mult sarcasm și mi-aș fi dezvăluit ideile în mod direct în loc să fiu nevoit să apelez la camuflaj.” Articolele publicate de Șostakovici în 1934 și 1935 citau pe Berg, Schoenberg, Krenek, Hindemith „și în special Stravinski” printre influențele sale. Lucrări importante din prima perioadă includ Simfonia nr. 1, care combina academicismul conservatorului cu înclinațiile sale progresive; Nasul (”cea mai noncompromițătoare dintre lucrările sale de scenă„); Doamna Macbeth, care a precipitat denunțarea, și Simfonia nr. 4 au fost descrise în dicționarul Grove ca „o sinteză colosală a dezvoltării muzicale a lui Șostakovici până la acea dată”. Simfonia nr. 4 a fost și prima în care să adopte stilul lui Mahler.
| Imagine indisponibilă                         |  | Imagine indisponibilă                                        |
| Nasul, Opera Metropolitană din New York, 2013 |  | Lady Macbeth din Districtul Mtsensk, Teatrul Comunal Bologna |

### Teme evreiești

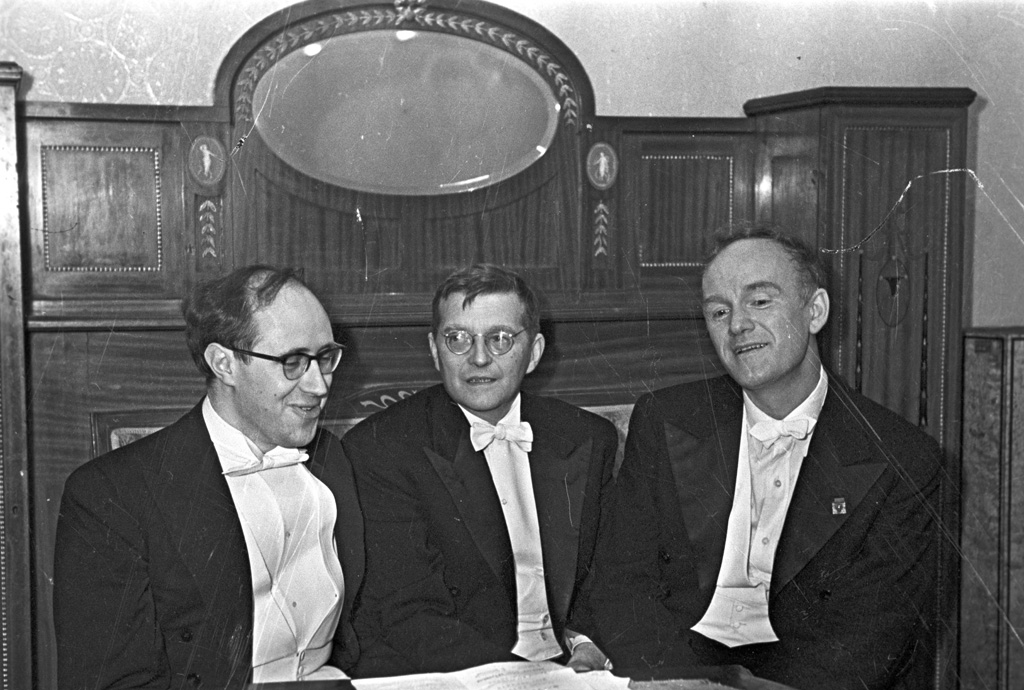
Șostakovici (centru) împreună cu Mstislav Rostropovici (stânga) și Sviatoslav Richter în 1968

Chiar și înainte de campaniile staliniste antisemite de la sfârșitul anilor 1940 și începutul anilor 1950 Șostakovici a demonstrat un interes pentru temele evreiești. Era intrigat de abilitatea muzicii evreiești „de a crea o melodie veselă pe intonații triste”. Exemple de teme evreiești pot fi observate în Cvartetul de coarde nr. 4 (1949), Concertul pentru vioară nr. 1 (1948) și Patru monologuri pe poezii Pușkin (1952), precum și în Trioul de pian în Mi minor (1944). A fost și mai mult inspirat să compună cu teme evreiești după ce a citit teza lui Moisei Beregovski despre muzica folclorică evreiască din 1946.
În 1948 Șostakovici a cumpărat o carte cu cântece folclorice evreiești și din aceasta a compus ciclul de cântece Din poezia evreiască. Inițial a compus opt cântece care aveau menirea de a prezenta dificultatea de a fi evreu în Uniunea Sovietică. Totuși, pentru a masca acest lucru, Șostakovici a mai adăugat încă trei cântece pentru a demonstra viața bună pe care o aveau evreii sub regimul sovietic. În ciuda eforturilor sale de a ascunde adevărata semnificație a lucrării, Uniunea Compozitorilor a refuzat să îi aprobe lucrarea în 1949 sub presiunea antisemitismului care se manifesta în țară. Din poezia evreiască nu a putut fi interpretată înainte de moartea lui Stalin în martie 1953 împreună cu alte lucrări care au fost interzise.

### Lucrări publicate postum

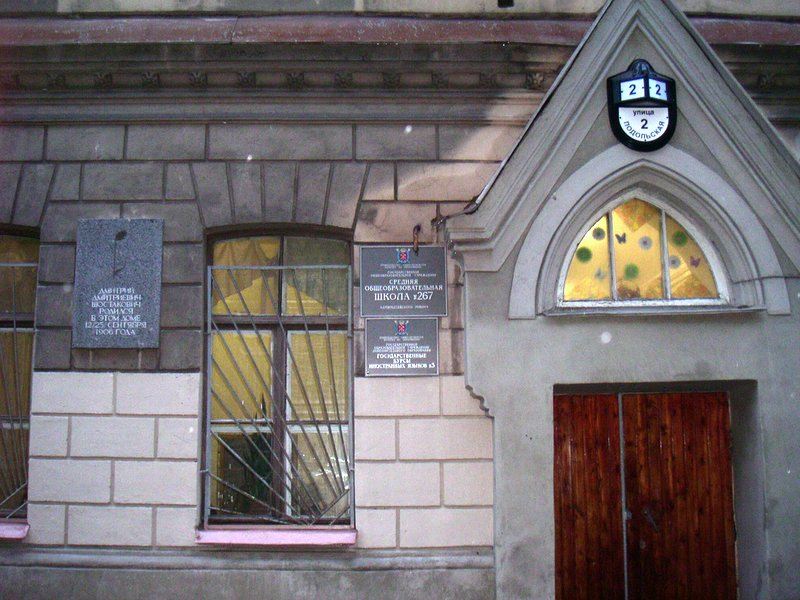
Casa natală a lui Șostakovici, în prezent Școala nr. 267

În 2004 muzicologul Olga Digonskaia a descoperit un depozit de manuscrise Șostakovici la Muzeul de Stat de Cultură Muzicală „Glinka” din Moscova. Într-un dosar de carton se aflau „300 de pagini de schițe muzicale, piese și partituri” în manuscrisul lui Șostakovici. Un prieten al compozitorului a mituit-o pe servitoarea lui Șostakovici să îi livreze în mod regulat conținutul din coșul de gunoi al biroului lui Șostakovici în loc să îl ducă la gunoi. O parte din aceste hârtii au ajuns ulterior la Glinka. Printre acestea se aflau schițe pentru pian și vocale ale unui prolog pentru o operă, Orango (1932). Au fost orchestrate de compozitorul britanic Gerard McBurney iar această lucrare a avut premiera în decembrie 2011 în interpretarea Orchestrei Filarmonice din Los Angeles.

### Critici
Conform lui Gerard McBurney, opiniile în legătură Dmitri Șostakovici sunt împărțite între „o muzică originală cu o putere vizionară” și „fără valoare, la mâna a doua”. William Walton, contemporanul său britanic, îl consideră „cel mai mare compozitor al secolului al XX-lea”. Muzicologul David Fanning menționează în Dicționarul lui Grove că „În ciuda presiunilor venite din partea politicienilor și a ideilor sale legate de umanitarism și serviciile publice, reușește să creeze un limbaj muzical de o putere emoțională colosală.”
Unii compozitori moderni au fost mult mai critici. Pierre Boulez consideră că muzica lui Șostakovici este „a doua, sau chiar a treia presă a muzicii lui Mahler”. Compozitorul român Philip Herschkowitz, discipolul lui Webern, consideră că muzica lui Șostakovici este una nepotrivită timpului său. O altă plângere se referă la faptul că stilul lui Șostakovici este vulgar și strident: Stravinski a scris despre Doamna Macbeth din Mțensk că ar fi o operă „monotonă”. Compozitorul englez Robin Holloway a descris muzica lui Șostakovici ca fiind „cenușie în melodie și armonie; funcțională ca structură, cu un conținut retoric și restrâns.”
În anii '80, compozitorul finlandez Esa-Pekka Salonen a refuzat să dirijeze operele sale. În 1987, el a declarat că:
Șostakovici este în multe feluri opusul lui Stravinski. [...] Când am spus că cea de-a șaptea simfonie a lui Șostakovici este o compoziție plictisitoare și monotonă, oamenii mi-au răspuns cu „Da, da, dar gândește-te la contextul simfoniei.” O astfel de atitudine nu face bine nimănui.
 Totuși, Salonen a făcut un compromis și a înregistrat mai multe dintre lucrările lui Șostakovici, printre care Concert pentru pian nr. 1 și 2, Concert pentru vioară nr. 1 (2010), prologul la „Orango” și Simfonia nr. 4 (2012).
Șostakovici a împrumutat din stilurile compozitorilor clasici și populari care au trăit înaintea sa; vulgaritatea muzicii populare are o influență importantă asupra „celui mai mare dintre eclectici”. McBurney urmărește acest lucru până la cercurile anvangardiste din perioada timpurie a lui Șostakovici, considerând că aceste împrumuturi au fost o tehnică deliberată folosită pentru a crea „modele de contrast, repetiție și exagerări” care i-au conferit muzicii sale o structură potrivită.

## Personalitate
Șostakovici era din mai multe puncte de vedere un om obsesiv: conform fiicei sale era „obsedat de curățenie”; își sincroniza ceasurile din apartament și își trimitea adesea cărți poștale pentru a testa cât de bine funcționează serviciul poștal. Mikhail Druskin își amintește că încă de când era tânăr compozitorul era „fragil și emoționat”. Yuri Liubimov comentează: „Faptul că era mai vulnerabil și mai receptiv decât alte persoane era fără îndoială a caracteristică importantă a geniului său”. Spre sfârșitul vieții sale, Krzysztof Meyer spunea că „fața sa era un sac de ticuri și grimase”.
Când era într-o dispoziție mai bună sportul era una din principalele sale modalități de recreere, deși prefera să fie spectator sau în galerie decât să participe (avea o calificare de arbitru de fotbal). Echipa sa favorită era Zenit Leningrad și asista regulat la meciurile lor. De asemenea, îi plăceau jocurile de cărți, în special solitaire. Era atras de scriitori sarcastici precum Gogol, Anton Cehov și Mihail Zoșcenko.
Șostakovici era prin natură o persoană timidă: Flora Litvinova a spus că „era complet incapabil să spună „nu” cuiva”. Asta însemna că era ușor de convins să semneze declarații oficiale, inclusiv o denunțare a lui Andrei Saharov în 1973. Pe de altă parte era dispus să încerce să ajute diferite persoane în calitate de Director al Uniunii Compozitorilor și Deputat al Sovietului Suprem. Oleg Prokofiev a declarat că „a încercat să ajute atât de mulți oameni încât... era acordată tot mai puțină atenție pledoariilor sale”. Când a fost întrebat dacă crede în Dumnezeu Șostakovici a spus „Nu și îmi pare foarte rău de asta”.

## Ortodoxie și revizionism

Șostakovici s-a reprezentat pe sine în lucrările sale prin motivul DSCH (note în germană), compus din notele Re, Mi bemol, Do și Si de jos (audio).

Răspunsul lui Șostakovici la critici, și, ceea ce este mai important, supoziția conform căreia el folosea muzica ca un fel de dizidență acoperită, sunt disputate. El a părut a se conforma cu politicile și pozițiile guvernamentale, ținând discursuri și semnând articole care urmăreau țelul partidului. Dar este evident că îi displăceau multe dintre aspectele regimului, lucru confirmat de familia sa, de scrisorile trimise lui Isaak Glikman, și cantata satirică „Rayok”, care ridiculiza campania „anti-formalistă” și a fost ascunsă până la moartea sa. El a fost un prieten apropiat al Mareșalului Uniunii Sovietice Mihail Tuhacevski, care a fost executat în timpul Marii Epurări din 1937.
Nu se cunoaște exact  cât de mult Șostakovici își exprima opoziția față de regim în muzica sa. Despre viziunea sa revizionistă Solomon Volkov a scris în cartea de memorii Свидетельство din 1979,  susținând că memoriile i-au fost dictate de Șostakovici însuși. Cartea susținea că multe dintre lucrările compozitorului conțineau mai multe mesaje anti-guvernamentale codificate, care l-ar include pe Șostakovici într-o tradiție rusă prin care mulți artiști au fost cenzurați, începând cu poetul Aleksandr Pușkin de la începutul secolului al XIX-lea. Este cunoscut că el includea în lucrările sale multe referințe și motive muzicale, cel mai cunoscut fiind DSCH, cu note care reprezintă inițialele numelui său în felul următor Dmitrij Schostacowitsch. Colaborator de lungă durată cu Șostakovici, Evgheni Mravinski, a spus că „Șostakovici își exprima foarte des intențiile prin imagini și conotații specifice.”
Perspectiva revizionistă a fost susținută și de copiii săi, Maxim și Galina, și alți muzicieni ruși. Volkov a scris în Memorii și în Șostakovici și Stalin: artistul și țarul, că Șostakovici adopta poziția unui urodiv în relația cu guvernul. Printre alți revizioniști importanți se află Ian MacDonald, a cărui carte Noul Șostakovici dezbătea și alte interpretări revizioniste ale muzicii sale, și Elizabeth Wilson, a cărui Șostakovici: O viață în amintiri adună mai multe mărturii din partea cunoștințelor compozitorului.
Muzicieni și cărturari precum Laurel Fay și Richard Taruskin contestă autenticitatea acestora și dezbat semnificația „Memoriilor”, susținând că Volkov le-a strâns dintr-o combinație de articole reciclate, bârfe, și probabil unele informații venite direct de la compozitor. Fay aduce dovezi în articolul „Memoriile lui Volkov reconsiderate”, demonstrând că numai paginile originalului manuscris al „Memoriilor” pe care Șostakovici l-a semnat și l-a verificat este compus dintr-o selecție de interviuri date de compozitor, nici unul dintre ele nefiind controversat. (Împotriva acestei păreri, Allan B. Ho și Dmitri Feofanov au menționat că cel puțin două dintre paginile semnate conțin material controversat: de exemplu „pe prima pagină a capitolului al treilea, unde [Șostakovici] notează că placa pe care este scris «în această casă a trăit [Vsevolod] Meyerhold» ar trebui să fie scris și «Și în această casă soția lui a fost ucisă cu brutalitate.»”)

## Lucrări înregistrate
În mai 1958, în timpul unei vizite la Paris, Șostakovici a înregistrat cele două concerte pentru pian ale sale cu André Cluytens împreună cu câteva piese scurte pentru pian solo. Acestea au fost lansate pe LP de EMI, relansate pe LP de Seraphim Records și ulterior remasterizate digital și lansate pe CD. Șostakovici a înregistrat cele două concerte în Moscova în sunet stereo pentru Melodiya. De asemenea, Șostakovici a interpretat părțile de pian din înregistrarea Sonatei pentru violoncel, Op. 40, cu Mstislav Rostropovici; Sonata pentru vioară, Op. 134, împreună cu David Oistrah și Trioul de pian, Op. 67, cu Oistrah și violoncelistul Miloš Sádlo. Există și un film sonor din anii 1930 în care Șostakovici interpretează primul său concert pentru pian (deși doar finalul există înregistrat). De asemenea, există o filmare din ultimul an de viață al său în care Șostakovici supraveghează repetițiile pentru Simfonia nr. 15.

## Premii, distincții și onoruri

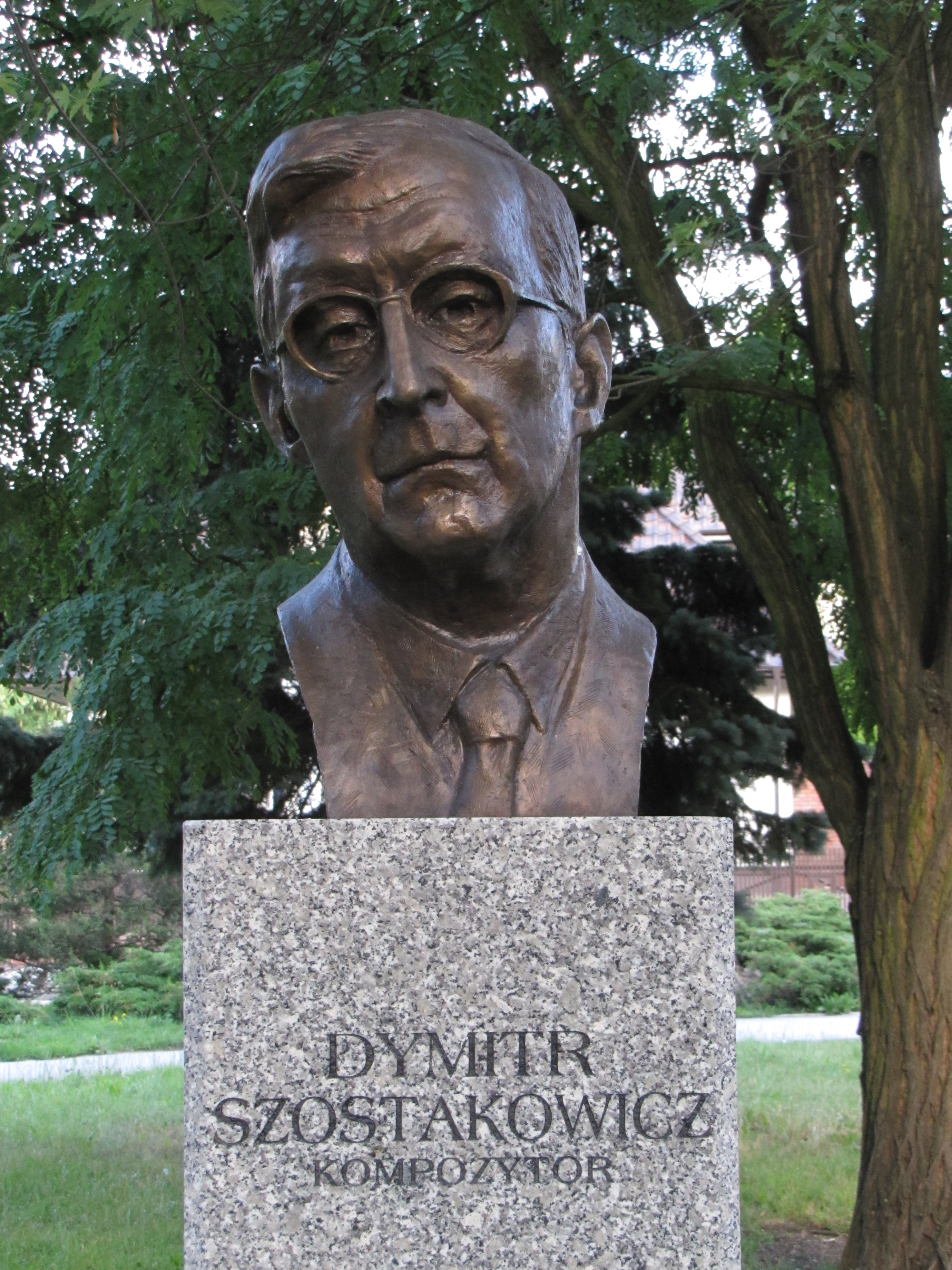
Bustul lui Dmitri Șostakovici din Aleea celebrităților din Kielce, Polonia

Uniunea Sovietică
- Erou al Muncii Socialiste: 1966
- Ordinul Lenin: 1946, 1956, 1966
- Ordinul Revoluției din Octombrie: 1971
- Ordinul Steagul Roșu al Muncii: 1940
- Ordinul Prieteniei între Popoare: 1972
- Artistul Poporului al Uniunii Sovietice: 1954
- Artistul Poporului al RSFSR: 1948
- Premiul Internațional pentru Pace: 1954
- Premiul Lenin: 1958 (pentru Simfonia nr. 11)
- Premiul Stalin:
  - Clasa I: 1941 (pentru Cvintetul de pian), 1942 (pentru Simfonia nr. 7), 1946 (pentru muzica din Întâlnirea de pe Elba)
  - Clasa II: 1946 (pentru Trioul de pian), 1952 (pentru Zece poeme pentru cor)
- Premiul de Stat Glinka al RSFSR: 1974 (pentru Cvartetul de coarde nr. 14 și pentru ciclul coral „Fidelitate”)
- Premiul Național „Taras Șevcenko”: 1976 (postum)

Regatul Unit
- Medalia de aur a Royal Philharmonic Society: 1966

Finlanda
- Premiul Sibelius: 1958

Statele Unite
- Nominalizare la Premiile Oscar pentru Cea mai bună coloană sonoră (Muzical) pentru Hovanșcina (1961)

Austria
- Medalie de argint pentru servicii aduse Republicii Austria: 1967

Danemarca
- Premiul Muzical „Léonie Sonning”: 1974